# OpenCog
OpenCog는 오픈 소스 인공지능 프레임워크를 구축하는 것을 목표로 하는 프로젝트이다. OpenCog Prime은 로봇 및 가상 체화된 인지를 위한 아키텍처로, 전체 시스템의 발현 현상으로서 인간 수준의 인공 일반 지능(AGI)을 발생시키도록 설계된 상호 작용 구성 요소들을 정의한다.
OpenCog Prime의 설계는 주로 벤 괴르첼의 작업인 반면, OpenCog 프레임워크는 광범위한 AGI 연구를 위한 일반적인 프레임워크로 의도되었다. OpenCog을 활용한 연구는 학술지에 발표되었고 연례 인공 일반 지능 컨퍼런스를 포함한 컨퍼런스 및 워크숍에서 발표되었다. OpenCog은 GNU 아페로 일반 공중 사용 허가서 조건에 따라 배포된다.
OpenCog은 화웨이와 시스코 시스템즈를 포함하여 50개 이상의 회사에서 사용하고 있다.

## 기원
OpenCog은 원래 2008년에 Novamente LLC의 독점 "Novamente Cognition Engine"(NCE)의 소스 코드 공개를 기반으로 했다. 원래 NCE 코드는 PLN 책(아래 참조)에서 논의된다. OpenCog의 지속적인 개발은 인공 일반 지능 연구소(AGIRI), 구글 서머 오브 코드 프로젝트, 한슨 로보틱스, 싱귤래리티넷 등의 지원을 받고 있다.

## 구성 요소
OpenCog은 다음으로 구성된다.
- 그래프 데이터베이스인 AtomSpace는 "원자"(즉, 항, 원자식, 문장 및 관계)를 해당 "값"(평가 또는 해석, 즉 원자별 키-값 데이터베이스로 생각할 수 있음)와 함께 저장한다. 값의 예로는 진릿값이 있다. 원자는 전역적으로 고유하며 변경 불가능하고 색인화(검색 가능)된다. 값은 일시적이며 변경 가능하다.

- Atomese라고 불리는 미리 정의된 원자 모음은 개념 그래프 및 시맨틱 네트워크와 같은 일반적인 지식 표현에 사용되며, 이러한 그래프를 조작하는 데 필요한 규칙(즉, 항 재작성)을 나타내고 저장하는 데에도 사용된다.

- 유형 생성자 및 함수 유형을 포함하여 유형 하위 시스템을 인코딩하는 미리 정의된 원자 모음이다. 이들은 변수, 항 및 표현식의 유형을 지정하고 변수를 포함하는 일반 그래프의 구조를 지정하는 데 사용된다.

- 함수형 및 명령형 프로그래밍 스타일을 모두 인코딩하는 미리 정의된 원자 모음이다. 여기에는 자유 변수를 종속 변수로 바인딩하고 베타 축소를 수행하기 위한 람다 추상화가 포함된다.

- 일반 그래프 질의 엔진의 일부로 내장된 충족도 모듈러 이론 해결사를 인코딩하는 미리 정의된 원자 모음으로, 그래프 및 하이퍼그래프 패턴 일치(동형 부분 그래프 발견)를 수행한다. 이는 SQL과 같은 구조화된 질의 언어의 개념을 일반적인 그래픽 질의 영역으로 일반화한다. 이는 그래프 질의 언어의 확장된 형태이다.

- 규칙을 연결할 수 있는 전방 추론기와 후방 추론기를 포함하는 일반 규칙 엔진이다. 규칙은 그래프 질의 하위 시스템의 그래프 질의와 정확히 일치하므로 규칙 엔진은 질의 계획기와 막연하게 유사하다. 이는 베이즈 추론 또는 퍼지 논리와 같은 다양한 종류의 추론 엔진 및 추론 시스템을 구현할 수 있도록 설계되었으며, 제약 해결사 또는 모션 플래너와 같은 실제 작업도 가능하다.

- 경제 이론에 기반한 주의 할당 하위 시스템인 ECAN.[4] 이 하위 시스템은 추론 및 연결 중 발생하는 탐색 가능성의 조합적 폭발을 제어하는 데 사용된다.

- 확률 논리 네트워크(PLN)에 기반한 확률적 추론 엔진 구현이다. 현재 구현은 규칙 엔진을 사용하여 논리적 추론(예: 전건 긍정)의 특정 규칙과 각 추론에 확률과 신뢰도를 할당하는 일부 매우 특정한 수학 공식들을 연결한다. 이 하위 시스템은 수정된 형태의 베이즈 추론과 함께 작동하는 특정 종류의 증명 보조기로 생각할 수 있다.

- Meta-Optimizing Semantic Evolutionary Search, 즉 MOSES라고 불리는 확률적 유전 프로그램 진화기.[5] 이는 작업을 수행하는 짧은 Atomese 프로그램 모음을 발견하는 데 사용된다. 이는 일종의 결정 트리 학습법을 수행하여 일종의 결정 포레스트 또는 그 일반화를 초래하는 것으로 생각할 수 있다.

- Link Grammar로 구성되고 의미-텍스트 이론과 딕 허드슨의 워드 문법에서 부분적으로 영감을 받아 의미 및 구문 관계를 Atomese로 인코딩하는 자연어 입력 시스템이다.

- 자연어 생성 시스템이다.[6]

- 정서 상태, 충동 및 욕구를 처리하기 위한 프시 이론의 구현인 OpenPsi.[7]

- OpenPsi를 통한 감정 모델링을 포함한 한슨 로보틱스 로봇과의 인터페이스[8] 여기에는 명상 기술을 시연하는 데 사용되는 러빙 AI 프로젝트가 포함된다.

## 조직 및 자금 조달
2008년, 이전 명칭이 싱귤래리티 인공지능 연구소(SIAI)였던 기계 지능 연구소(MIRI)는 여러 연구원과 엔지니어를 후원했다. 2008년과 2009년 구글 서머 오브 코드에서 OpenCog이 참여한 이래 오픈 소스 커뮤니티에서 많은 기여가 이루어졌다. 현재 MIRI는 OpenCog을 더 이상 지원하지 않는다. OpenCog은 홍콩 정부, 홍콩 이공대학, 제프리 엡스타인 VI 재단 및 한슨 로보틱스를 포함한 여러 출처로부터 자금과 지원을 받았다. 2013년에 OpenCog은 한슨 로보틱스에 AI 솔루션을 제공하기 시작했고, 2017년에 OpenCog은 싱귤래리티넷의 창립 멤버가 되었다.

## 응용 분야
다른 인지적 구조와 마찬가지로, 주요 목적은 3차원 아바타 캐릭터인 가상 인간을 만드는 것이다. 목표는 감정, 몸짓, 학습과 같은 행동을 모방하는 것이다. 예를 들어, 소프트웨어의 감정 모듈은 인간이 감정을 가지고 있기 때문에 프로그래밍되었다. 인공 일반 지능은 인간의 지능을 시뮬레이션할 때 실현될 수 있다.
OpenCog 프로젝트의 자기 설명은 자연어 처리 및 개의 시뮬레이션 방향으로 나아가는 추가 가능한 응용 분야를 제공한다.

## 같이 보기
- 소어 (인지 아키텍처)
- Cyc
- 자유-오픈 소스 소프트웨어 패키지 목록
- 오픈AI